# Tratado de Criação da União Soviética
O Tratado de Criação da União Soviética criou oficialmente a União das Repúblicas Socialistas Soviéticas (URSS), comumente conhecida como União Soviética, ao legalizar de jure a união de diferentes repúblicas soviéticas e criar um novo governo federal centralizado conformado por um poder legislativo (o Congresso dos Sovietes da URSS e o Comité Executivo Central da União Soviética (TSiK)) e um poder executivo (o Conselho dos Comissários do Povo da URSS), cujas principais funções foram centralizadas em Moscou.
O Tratado, conjuntamente com a Declaração de Criação da URSS foi aprovado em 29 de Dezembro de 1922 por uma conferência de delegações da RSFS da Rússia, da RSFS Transcaucasiana, da RSS da Ucrânia e da RSS da Bielorrússia, e depois confirmado no Primeiro Congresso dos Sovietes da URSS e assinado em 30 de Dezembro pelos líderes de cada uma das delegações: Mikhail Kalinin, Mikhail Tskhakaia, Mikhail Frunze e Grigori Petrovski e Aleksandr Tchervjakov. O Tratado tinha um desenho flexível que permitia a incorporação de novos repúblicas como membros da federação, chegando a somar até 16 repúblicas em 1940.
O Tratado esteve em vigor até 8 de dezembro de 1991, quando os presidentes da RSFS da Rússia, da RSS da Ucrânia e da RSS da Bielorrússia assinaram os denominados Acordos de Belavezha, que constituíam a dissolução da União Soviética e o estabelecimento da Comunidade de Estados Independentes.

## Causas do Tratado
O Tratado foi assinado como resultado de um número diverso de conflitos políticos no interior do Partido Bolchevique e dos governos que depois iriam conformar a União. Inicialmente, Lenin não tinha previsto que a Revolução Russa traspassasse fronteiras como efetivamente fez. Esta premissa era sim contemplada por Leon Trotski e a sua fração, que consideravam a Rússia como apenas o primeiro passo de uma Revolução Mundial.
Por outra parte, a medida que o Exército Vermelho se aproximava das antigas fronteiras exteriores, tornou-se evidente a necessidade de se dotar de uma legitimidade que permitisse transpô-las, o que se viu solucionado com a criação de um novo tipo de governo, a República Soviética, capaz de se fazer com o poder ao passo em que o Exército expulsava os governantes opostos à Revolução. Foi o caso da Ucrânia, a Geórgia, Arménia e Azerbaijão, bem como das campanhas falidas na Lituânia e na Polónia. A derrota do Exército Vermelho na Polónia, com efeito, deixou em suspenso a ideia da "revolução mundial" de Trotski e, simultaneamente, a crescente figura de Iosif Stalin, Comissário do Povo para as Nacionalidades, colocou na agenda uma política de "socialismo em um só país". Stalin argumentou que, na medida em que a Guerra Civil Russa tinha terminado e o comunismo de guerra tinha sido substituído pela Nova Política Económica, era necessário passar de um Estado constituído de iure a um Estado constituído de facto, e ré-organizar o Estado bolchevique como uma entidade soberana e unificada, o que finalmente significou a preponderância de Moscovo sobre o conjunto de governos nacionais. Esta política derivou em alguns conflitos importantes, como a oposição de Christian Rakovski na RSS da Ucrânia ou como o conhecido Caso georgiano. Nessa sequência, a assinatura do Tratado era vista como uma solução capaz de satisfazer, por uma parte, as aspirações das grandes minorias nacionais, como a ucraniana ou a georgiana, e, por outra, permitir uma expansão potencial chefiada desde Moscovo.

## Conteúdo

### Portada
O documento original incluiu uma portada com a legenda União de Repúblicas Socialistas Soviéticas escrito em russo, francês, inglês e alemão, bem como as palavras Tratado sobre a Formação da União de Repúblicas Socialistas Soviéticas nos quatro idiomas, e o originário Brasão de armas da União Soviética.

### Declaração
Após a portada, o documento incluiu a Declaração, escrita como reflexão sobre as relações internacionais da época e sobre a necessidade do Tratado. Segundo o texto, existiam dois campos distintos no mundo: um campo "capitalista" caraterizado pelo colonialismo, o chauvinismo e as desigualdades étnicas e sociais; e um campo "socialista" livre, baseado no apoio mútuo, na paz e na cooperação. Aliás, a declaração lista os três motivos pelos que é necessário o Tratado. Em primeiro lugar, a Guerra Civil destruiu as economias de várias das repúblicas, e uma reconstrução encaminhada à economia socialista seria muito complexa sem cooperação. Em segundo lugar, o campo capitalista continua interessado em destruir as repúblicas socialistas, pelo que se torna fundamental a cooperação para a defesa da soberania dessas repúblicas. Em terceiro lugar, o poder soviético é de natureza internacionalista e pula pela união de todo o proletariado. Estes três fatores justificam, segundo o texto, a constituição de um único Estado de forma a garantir a prosperidade, a segurança e o desenvolvimento. Por último, a declaração especifica que a União resultante é criada pela vontade livre dos povos, o que conserva para cada república socialista o direito de autodeterminação, mesmo no cenário de uma revolução mundial e da criação de uma futurível "República Socialista Soviética Mundial".

### Tratado
Após a Declaração, o texto inclui o corpo central do Tratado, que consiste em um prefácio e 26 artigos.
- Prefácio. Nele, as partes acordam por livre vontade constituir a União de Repúblicas Socialistas Soviéticas segundo os artigos que figuram imediatamente.
- Artigo 1. Lista as competências e responsabilidades que as autoridades da União, que incluem os negócios estrangeiros, os tratados internacionais, as fronteiras exteriores, a expansão da União pela incorporação de novos membros, a declaração de guerra e paz, o comércio exterior e interior, a autoridade sobre o desenvolvimento económico, a criação de serviços postais e de transporte unificados, as forças armadas, as migrações internas, a criação de uma autoridade judicial unificada, os serviços de educação e saúde e a unificação das medidas e dos pesos. Aliás, explicita-se que a autoridade da União irá supervisar as ações de todas as autoridades das repúblicas que possam entrar em conflito com os termos do tratado.
- Artigos 2-10. Determinam a estrutura das autoridades supremas da União. A autoridade legislativa, de acordo com o texto, era o Congresso de Sovietes da União Soviética, e entre as sessões do Congresso, o Comité Executivo Central da União Soviética (TSiK). Explicitam, ainda, o sistema de eleição dos membros do Congresso e do TSiK.
- Artigo 11. Trata sobre a autoridade executiva, o Conselho de Comissários do Povo (SNK), e dos seus membros.
- Artigo 12. Especifica as funções do Supremo Tribunal da URSS, e da polícia secreta (OGPU), que justifica pela necessidade de vigiar elementos criminais e contra-revolucionários.
- Artigos 13-17. Tratam sobre a rede de procedimentos legais entre as instituições supremas (TSiK e SNK) e os de cada uma das repúblicas, clarificando que as instituições federais têm capacidade em cada uma das repúblicas. Ainda, confirma o aspecto plurilingue da União, deixando como línguas oficiais o russo, o ucraniano, o bielorrusso, o georgiano, o arménio e o túrquico.
- Artigo 18. Lista as autoridades que cada uma das repúblicas membro podem ter e as suas funções.
- Artigo 19. Especifica os organismos nacionais que devem ficar sujeitos ao programa das instituições da União.
- Artigo 20. Sobre o orçamento da União em relação aos orçamentos de cada um dos membros.
- Artigos 21-23. Criam uma "cidadania soviética", e definem a simbologia do Estado: bandeira, hino e brasão de armas; e situam a capital da União em Moscovo.
- Artigo 24. Encoraja as repúblicas a desenvolverem as sua Constituições próprias de conformidade com o Tratado.
- Artigo 25. Especifica que qualquer mudança dos termos do Tratado pode apenas ser aprovada pelo Congresso dos Sovietes.
- Artigo 26. Reafirma o direito de autodeterminação de cada uma das repúblicas membro.

## Resultado imediato
A aprovação do Tratado alterou apenas superficialmente a situação política real. A maioria das instituições de governo das diferentes repúblicas foram transferidas para os órgãos federais da URSS. Em alguns casos, também os indivíduos que tinham sido nomeados para as responsabilidades terminaram assumindo-as no plano federal. Foi o caso de Mikhail Kalinin, Presidente do Comité Executivo Central (TSiK) da URSS e do TSiK da Rússia simultaneamente; ou o de Lenin, ao mesmo tempo Presidente do Conselho de Comissários do Povo (SNK) da URSS e da Rússia. Ainda, na sequência da morte de Lenin, tanto o SNK da URSS como o da Rússia passaram a Aleksei Rykov.

### Atualização do Partido
Simultaneamente, também o Partido adoptou uma nova formulação territorial. Antes do Tratado, o Partido Comunista Russo (bolchevique) (RKP(b)) possuía oficinas e departamentos para incidir sobre as regiões mais afastadas (v.g. a oficina do Turquestão, a oficina Transcaucásica, etc.). Após o tratado, o RKP(b) converteu-se no Partido Comunista de Toda a União (VKP(b)), embora cada uma das repúblicas — excetuando a Rússia — manteve um partido próprio. De modo que a RSFS da Rússia foi a única a carecer de Partido próprio, ainda quando controlava claramente o VKP(b).

### Ásia Central
Os problemas que o Tratado viera a resolver continuaram, porém, na Ásia Central, que tinha sido um dos cenários principais da Guerra Civil Russa e que apresentava importantes conflitos territoriais. O Turquestão, por exemplo, tinha caído sob controlo russo apenas entre 1867-1885. E, aliás, a guerra tinha introduzido na Rússia dois territórios que nunca tinham sido parte de iure do território do antigo Império: o Emirado de Bucara e o Canato de Quiva, que foram incorporadas respeitando o seu status particular como a RSP de Bucara e a RSP de Corásmia. A incorporação desses territórios, mesmo que impecável do ponto de vista legal, apresentou conflitos intermitentes até a década de 1930, como a Revolta dos Basmachi.

### Constituição Soviética de 1924
Em Janeiro de 1924, o Segundo Congresso dos Sovietes da URSS aprovou uma Constituição que era, em essência, uma nova versão do texto do Tratado, com algumas adições e uma reestruturação dos conteúdos, passado de 26 a 72 artigos, mas respeitando, por exemplo, o texto inicial da Declaração.

## Incorporação de novas Repúblicas

### Mudanças derivadas da Constituição de 1936
A Constituição Soviética de 1936 alterou, porém, a de 1924 e, ao mesmo tempo, ultrapassou claramente o marco do Tratado de Constituição. A nova formulação fazia passar a URSS como confederação de base unionista para uma clara federação. Aliás, também suprimia o Congresso dos Sovietes e criava um órgão permanente de tipo parlamentar, denominado Soviete Supremo. Ainda, provocou uma reconfiguração territorial na qual as sete repúblicas que faziam parte na altura passaram a ser onze mediante a divisão da RSFS Transcaucasiana nas RSS de Arménia, RSS da Geórgia e RSS do Azerbaijão, e com a adopção das autonomias cazaca e quirguiza como RSS do Cazaquistão e RSS do Quirguistão.
Contudo, foi considerado que o Tratado de Constituição da URSS continuava a vigorar porquanto admitia a possibilidade de mudanças aprovadas pela suprema instituição legislativa da União.

### Prelúdio da Segunda Guerra Mundial
Como prelúdio da Segunda Guerra Mundial, um importante número de novas repúblicas socialistas foram criadas e incorporadas à URSS. A primeira foi a RSS Carelo-Finlandesa em 31 de Março de 1940, que até à altura tinha feito parte autónoma (RSSA de Carélia) da RSSF da Rússia — e que havia ser degradada a república autónoma e ré-anexionada à Rússia novamente em 1956. A anexação dos Estados bálticos de Lituânia, Letónia e Estónia deram lugar à RSS da Lituânia (13 de Julho), à RSS da Letónia e à RSS da Estónia (21 de Julho), aderindo à URSS entre 3 e 6 de Agosto. Ainda, o último território em se unir foi a RSS da Moldávia como resultado da unificação do território da Bessarábia com a região autónoma da Moldávia que fazia parte da RSS da Ucrânia.

## Anulação
O Tratado de Criação da URSS não trouxe novas incorporações à URSS a partir da Grande Guerra Patriótica, quando a Guerra Fria e o controlo da Europa por parte das potências vitoriosas aconselharam uma outra política de relacionamentos, dando origem ao Pacto de Varsóvia e à Cortina de Ferro.
Em 8 de Dezembro de 1991, na sequência do colapso final da União Soviética, os líderes das RSS da Ucrânia e da Bielorrússia, e da RSSF da Rússia acordaram a anulação do Tratado de 1922, que terminou de vigorar em 25 de Dezembro daquele ano, dissolvendo de facto a União Soviética.
Em 15 de Março de 1996, a Duma Estatal da Federação Russa expressou a sua valoração legal relativamente ao ato de dissolução da URSS aprovado e executado polo Soviete Supremo da RSSF da Rússia como uma ação errada e inconstitucional e como uma grave violação da Constituição da RSSFR, das normas da lei internacional e da legislação.